# État de Hoyle
table
L’état de Hoyle est un isomère nucléaire du carbone 12 de spin 0+ dont le niveau d'énergie de 7,654 MeV est en résonance avec ceux d'un état composé d'une particule α et d'un noyau de béryllium 8 d'une part ou de trois particules α d'autre part. Il intervient naturellement au cours des réactions triple alpha qui se déroulent lors de la nucléosynthèse stellaire. L’existence de cet état joue un rôle essentiel dans la nucléosynthèse du carbone via la fusion de l'hélium dans les géantes rouges et permet de produire les abondances de carbone observées dans l’environnement stellaire.

## Historique
En 1939, Hans Bethe publie un article dans lequel il indique que la collision de trois particules α qui conduirait à la formation du carbone 12 à l’intérieur des étoiles est hautement improbable à une température de 20 millions de degrés, soit 50 fois moins que la température nécessaire pour que ces réactions se produisent en nombre suffisant. En 1951, l’astrophysicien Ernst Öpik publie un article, dont la première version date de septembre 1948, dans lequel il discute la réaction triple alpha comme mécanisme permettant la formation du carbone et des éléments plus lourds lorsque l’étoile rentre dans une phase de contraction après épuisement de son hydrogène. Cette phase porte maintenant le nom de géante rouge et se traduit par une élévation de la température permettant un taux significatif de formation de carbone 12 par réaction triple alpha. Il proposa par ailleurs, plutôt qu’une collision simultanée de trois particules alpha, le passage par la formation intermédiaire du 8Be suivi d’une réaction avec une particule alpha. Cependant son papier restera inconnu des scientifiques britanniques et américains jusqu’en 1953. Edwin Salpeter propose en parallèle, en octobre 1951, que le carbone à l’intérieur des étoiles doit être synthétisé par l’intermédiaire de la réaction triple alpha, par fusion de noyaux d’hélium,. En 1954, Fred Hoyle prédit l’existence d’un état résonant du carbone 12, alors inconnu, au cours de ses recherches sur la nucléosynthèse stellaire. En 1957, elle fut confirmée par des mesures expérimentales par C.W. Cook, William Fowler et leurs collègues,.

## Description physique
L’état de Hoyle est le deuxième état excité du carbone 12 situé à 7,654 MeV avec un spin-parité de 0+. Sa largeur de décroissance est de 9,3 ± 0,9 eV. Il décroit spontanément vers l’état fondamental soit en passant par l’état excité situé à 4,44 MeV en émettant 2 photons γ, soit via une création de paires électron-positron de l’état de Hoyle directement vers l’état fondamental.
Depuis l’observation de cet état, ses propriétés précises sont toujours en cours d’étude. En 2011, un calcul ab initio des états faiblement liés du carbone 12 trouve (en plus de l’état fondamental et de l’état excité de spin 2) une résonance avec toutes les propriétés de l’état de Hoyle,.